# Яломица (река)

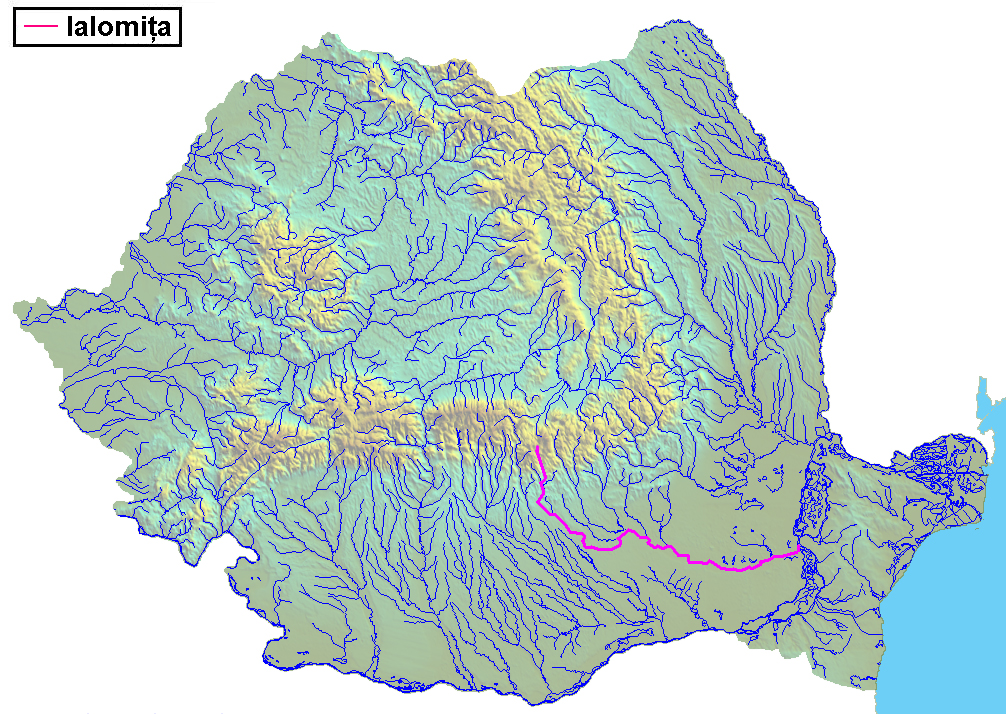
Яломица на карте Румынии

Я́ломица (рум. Râul Ialomița) — река в Румынии, левый приток Дуная. Протекает по территории жудецов Дымбовица, Прахова, Илфов и Яломица.
Длина — 414 км, площадь бассейна — около 8900 км². Средний расход воды около 70 м³/с.
Истоки Яломицы расположены в горном массиве Бучеджи, в верховьях она представляет горную реку. Далее река протекает по Нижнедунайской низменности, впадая в Дунай. Основной приток — Прахова.
Крупнейшие населённые пункты на реке — города Слобозия, Тырговиште. В верховьях реки расположена ГЭС, воды реки используются для орошения полей.